# Nacho Monreal
Ignacio "Nacho" Monreal Eraso (phát âm tiếng Tây Ban Nha: [natʃo Monreal eɾaso]; sinh ngày 26 tháng 2 năm 1986) là một cựu cầu thủ bóng đá chuyên nghiệp người Tây Ban Nha từng chơi ở vị trí hậu vệ cánh trái.

## Sự nghiệp

### Osasuna
Anh là sản phẩm của lò đào tạo trẻ Osasuna và chính thức ra mắt đội hình 1 của câu lạc bộ trong trận đấu với Valencia CF ngày 22 tháng 10 năm 2006.
Trong năm 2007-2008 Monreal là sự lựa chọn số 1 bên phía hành lang cánh trái của câu lạc bộ Osasuna. Và đến năm 2011 anh đầu quân cho câu lạc bộ Málaga CF

### Málaga
Ngày 10 Tháng Sáu 2011, Monreal đã ký hợp đồng có thời hạn 5 năm với câu lạc bộ Málaga CF với mức giá 6 triệu €.

### Arsenal
Ngày 29 tháng 1 năm 2013, câu lạc bộ Arsenal F.C. chính thức ký hợp đồng với Monreal. Anh đã đồng ý gia nhập hàng ngũ "Pháo Thủ" trong một bản hợp đồng với mức phí chuyển nhượng không được tiết lộ.

## Sự nghiệp quốc tế
Ngày 6 tháng 8 năm 2009, Nacho Monreal được gọi vào đội tuyển quốc gia Tây Ban Nha, anh đã chơi 15 phút cuối của trận đấu sau khi được thay thế bởi Joan Capdevila trong chiến thắng 3-2 trước đội tuyển Macedonia. Ngày 7 tháng 9 năm 2010 anh đã chơi trọn 90 phút trong chiến thắng 4-1 trước các cầu thủ Nam Phi tại giải đấu FIFA World Cup ở Nam Phi

## Thống kê sự nghiệp

### Câu lạc bộ
| Câu lạc bộ          | Mùa giải            | Giải đấu            | Giải đấu | Giải đấu | Cúp quốc gia | Cúp quốc gia | Cúp liên đoàn | Cúp liên đoàn | Châu Âu | Châu Âu | Khác | Khác | Tổng cộng | Tổng cộng |
| Câu lạc bộ          | Mùa giải            | Hạng đấu            | Trận     | Bàn      | Trận         | Bàn          | Trận          | Bàn           | Trận    | Bàn     | Trận | Bàn  | Trận      | Bàn       |
| ------------------- | ------------------- | ------------------- | -------- | -------- | ------------ | ------------ | ------------- | ------------- | ------- | ------- | ---- | ---- | --------- | --------- |
| Osasuna B           | 2004–05             | Segunda División B  | 1        | 0        | 0            | 0            | —             | —             | —       | —       | —    | —    | 1         | 0         |
| Osasuna B           | 2005–06             | Segunda División B  | 35       | 3        | 0            | 0            | —             | —             | —       | —       | —    | —    | 35        | 3         |
| Osasuna B           | Tổng cộng           | Tổng cộng           | 36       | 3        | 0            | 0            | —             | —             | 0       | 0       | —    | —    | 36        | 3         |
| Osasuna             | 2006–07             | La Liga             | 10       | 0        | 3            | 0            | —             | —             | 6       | 0       | —    | —    | 19        | 0         |
| Osasuna             | 2007–08             | La Liga             | 27       | 1        | 0            | 0            | —             | —             | —       | —       | —    | —    | 27        | 1         |
| Osasuna             | 2008–09             | La Liga             | 28       | 0        | 1            | 0            | —             | —             | —       | —       | —    | —    | 29        | 0         |
| Osasuna             | 2009–10             | La Liga             | 31       | 1        | 6            | 0            | —             | —             | —       | —       | —    | —    | 37        | 1         |
| Osasuna             | 2010–11             | La Liga             | 31       | 1        | 1            | 0            | —             | —             | —       | —       | —    | —    | 32        | 1         |
| Osasuna             | Tổng cộng           | Tổng cộng           | 127      | 3        | 11           | 0            | —             | —             | 6       | 0       | —    | —    | 144       | 3         |
| Málaga              | 2011–12             | La Liga             | 31       | 0        | 2            | 0            | —             | —             | —       | —       | —    | —    | 33        | 0         |
| Málaga              | 2012–13             | La Liga             | 14       | 1        | 3            | 0            | —             | —             | 4       | 0       | —    | —    | 21        | 1         |
| Málaga              | Tổng cộng           | Tổng cộng           | 45       | 1        | 5            | 0            | —             | —             | 4       | 0       | —    | —    | 54        | 1         |
| Arsenal             | 2012–13             | Premier League      | 10       | 1        | 1            | 0            | —             | —             | —       | —       | —    | —    | 11        | 1         |
| Arsenal             | 2013–14             | Premier League      | 23       | 0        | 3            | 0            | 2             | 0             | 8       | 0       | —    | —    | 36        | 0         |
| Arsenal             | 2014–15             | Premier League      | 28       | 0        | 4            | 1            | 0             | 0             | 6       | 0       | 1    | 0    | 39        | 1         |
| Arsenal             | 2015–16             | Premier League      | 37       | 0        | 1            | 0            | 0             | 0             | 6       | 0       | 1    | 0    | 45        | 0         |
| Arsenal             | 2016–17             | Premier League      | 36       | 0        | 4            | 1            | 0             | 0             | 3       | 0       | —    | —    | 43        | 1         |
| Arsenal             | 2017–18             | Premier League      | 28       | 5        | 0            | 0            | 2             | 0             | 7       | 1       | 1    | 0    | 38        | 6         |
| Arsenal             | 2018–19             | Premier League      | 22       | 1        | 0            | 0            | 2             | 0             | 12      | 0       | —    | —    | 36        | 1         |
| Arsenal             | 2019–20             | Premier League      | 3        | 0        | 0            | 0            | 0             | 0             | 0       | 0       | —    | —    | 3         | 0         |
| Arsenal             | Tổng cộng           | Tổng cộng           | 187      | 7        | 13           | 2            | 6             | 0             | 42      | 1       | 3    | 0    | 251       | 10        |
| Real Sociedad       | 2019–20             | La Liga             | 29       | 2        | 5            | 0            | —             | —             | —       | —       | —    | —    | 34        | 2         |
| Real Sociedad       | 2020–21             | La Liga             | 26       | 1        | 1            | 0            | —             | —             | 7       | 1       | 1    | 0    | 35        | 2         |
| Real Sociedad       | 2021–22             | La Liga             | 0        | 0        | 0            | 0            | —             | —             | 0       | 0       | —    | —    | 0         | 0         |
| Real Sociedad       | Tổng cộng           | Tổng cộng           | 55       | 3        | 6            | 0            | —             | —             | 7       | 1       | 1    | 0    | 69        | 4         |
| Tổng cộng sự nghiệp | Tổng cộng sự nghiệp | Tổng cộng sự nghiệp | 450      | 17       | 35           | 2            | 6             | 0             | 59      | 2       | 4    | 0    | 554       | 21        |

1. ↑  Bao gồm Copa del Rey, FA Cup
2. ↑  Bao gồm EFL Cup
3. 1 2 3 4 5 6  Số lần ra sân tại UEFA Champions League
4. 1 2 3  Ra sân tại FA Community Shield
5. 1 2 3  Số lần ra sân tại UEFA Europa League
6. ↑  Bao gồm lần ra sân trong trận chung kết cúp Nhà vua Tây Ban Nha 2020
7. ↑  Ra sân tại Supercopa de España

### Quốc tế
| Đội tuyển quốc gia | Năm       | Trận | Bàn |
| ------------------ | --------- | ---- | --- |
| Tây Ban Nha        | 2009      | 2    | 0   |
| Tây Ban Nha        | 2010      | 2    | 0   |
| Tây Ban Nha        | 2011      | 1    | 0   |
| Tây Ban Nha        | 2012      | 4    | 0   |
| Tây Ban Nha        | 2013      | 7    | 0   |
| Tây Ban Nha        | 2014      | 0    | 0   |
| Tây Ban Nha        | 2015      | 0    | 0   |
| Tây Ban Nha        | 2016      | 2    | 1   |
| Tây Ban Nha        | 2017      | 3    | 0   |
| Tây Ban Nha        | 2018      | 1    | 0   |
| Tổng cộng          | Tổng cộng | 22   | 1   |

Điểm của Tây Ban Nha được liệt kê đầu tiên, cột điểm cho biết số điểm sau mỗi bàn thắng của Monreal.
| #  | Ngày                 | Địa điểm                                        | Đối thủ       | Bàn thắng | Kết quả | Giải đấu                      |
| -- | -------------------- | ----------------------------------------------- | ------------- | --------- | ------- | ----------------------------- |
| 1. | 12 tháng 11 năm 2016 | Sân vận động Los Cármenes, Granada, Tây Ban Nha | Bắc Macedonia | 3–0       | 4–0     | Vòng loại FIFA World Cup 2018 |

## Danh hiệu
Arsenal
- FA Cup: 2013–14,[2] 2014–15,[3] 2016–17[4]
- FA Community Shield: 2014,[5] 2015,[6] 2017[7]
- EFL Cup á quân: 2017–18[8]
- UEFA Europa League á quân: 2018–19[9]

Real Sociedad
- Copa del Rey: 2019–20[10][11]

Tây Ban Nha
- FIFA Confederations Cup á quân: 2013[12]

Cá nhân
- Cầu thủ xuất sắc nhất tháng được bầu chọn bởi người hâm mộ do Professional Footballers' Association tổ chức: Tháng 10 năm 2017[13]